# Międzywodzie
Międzywodzie (do 1945 niem. Heidebrink) – wieś w północnej Polsce, położona w województwie zachodniopomorskim, w powiecie kamieńskim, w gminie Dziwnów. Miejscowość wypoczynkowa z letnim kąpieliskiem na wyspie Wolin.
Według danych z 31 grudnia 2009 r. wieś miała 635 stałych mieszkańców.

## Położenie
Miejscowość położona we wschodniej części wyspy Wolin na Półwyspie Międzywodzkim, pomiędzy Bałtykiem a Zalewem Kamieńskim – stąd nazwa wsi. Leży przy drodze wojewódzkiej nr 102 Międzyzdroje – Kołobrzeg, między Kołczewem (7 km) a Dziwnowem (5 km). Około 1 km za Międzywodziem w kierunku zachodnim znajduje się lokalna droga do Wolina (trasa turystyczna).
W latach 1946–1998 miejscowość administracyjnie należała do województwa szczecińskiego.

## Infrastruktura
Kąpielisko dysponujące rozwiniętą bazą wypoczynkową, rekreacyjną i rehabilitacyjną. Latem działa w Międzywodziu niewielkie kino, dostępne są również wypożyczalnie pojazdów (skuterów, rowerów, gokartów), punkty wywoływania zdjęć, automaty z grami wideo, bilard. W miejscowości funkcjonują liczne punkty gastronomiczne, sklepy spożywcze, kioski oraz stoiska.
W Międzywodziu nad morzem wyznaczono letnie kąpielisko obejmujące 600 m linii brzegowej (od ul. Westerplatte do ul. Szkolnej). Część plaży w Międzywodziu jest strzeżona przez ratowników WOPR. Plaża kończy się na wschód od Międzywodzia przy ujściu Dziwny.
Swoją siedzibę miał tutaj klub sportowy „Bałtyk” Międzywodzie (A-klasa piłki nożnej do 2017 r.).

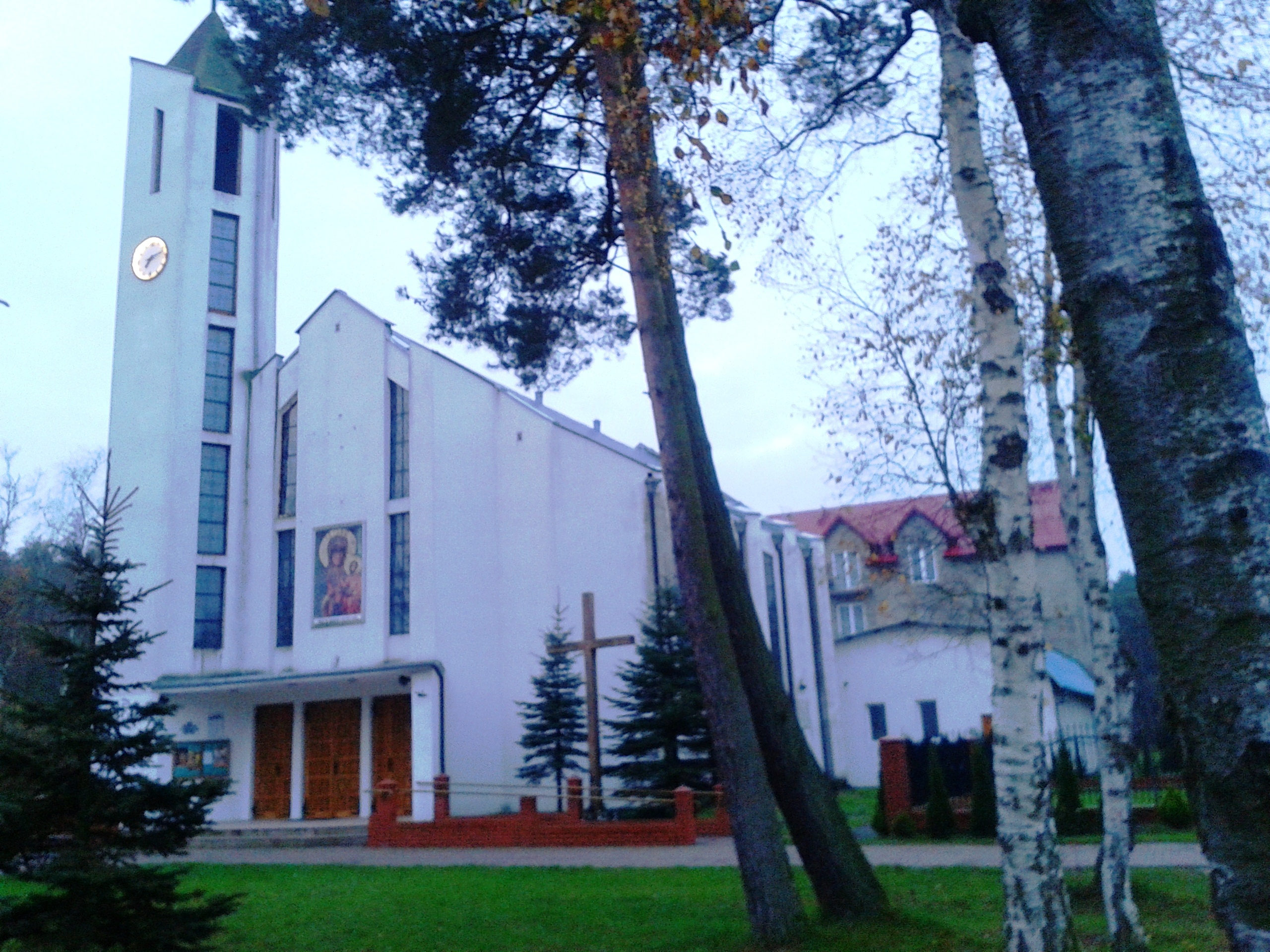
Międzywodzie – kościół pw. Wniebowzięcia NMP

Znajduje się tutaj także kościół parafialny Wniebowzięcia NMP.

## Historia
Pierwsze kąpielisko powstało na przełomie XIX-XX wieku, do 1939 rozwijało się w bardzo powoli. Po II wojnie światowej nastąpił znaczny rozwój, powstała promenada widokowa na wale wydm, wybudowano liczne ośrodki wczasowe i kolonijne, bibliotekę, punkt ochrony zdrowia i posterunek Milicji Obywatelskiej.
W latach 1992–2000 w Międzywodziu była ustalona przystań morska.
W latach 1974–2005 Międzywodzie miało status miejscowości spełniającej warunki do prowadzenia lecznictwa uzdrowiskowego, dzięki czemu mogły być prowadzone tu zakłady lecznictwa. W oparciu o właściwości warunków naturalnych ustalono dla zakładów lecznictwa w Międzywodziu kierunki leczenia: choroby narządów ruchu i reumatyczne oraz kierunek klimatyczno-usprawniający.